# Iglesia de Santo Tomás Apóstol (Villalbos)

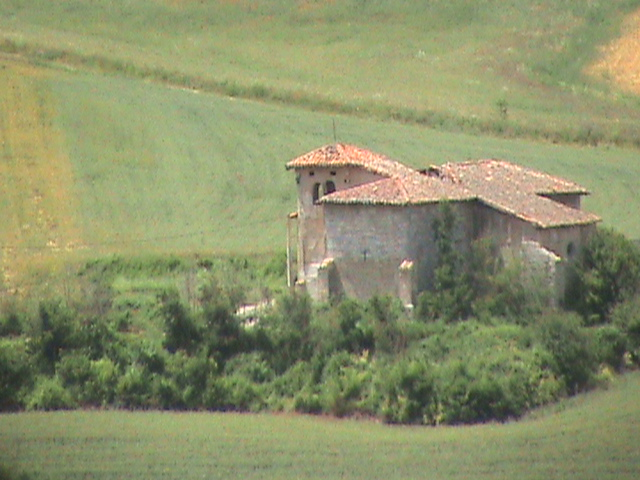
La iglesia en 2008

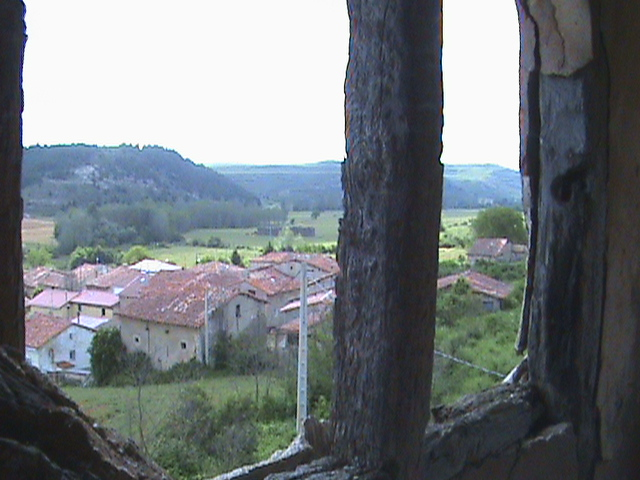
Vistas desde el campanario

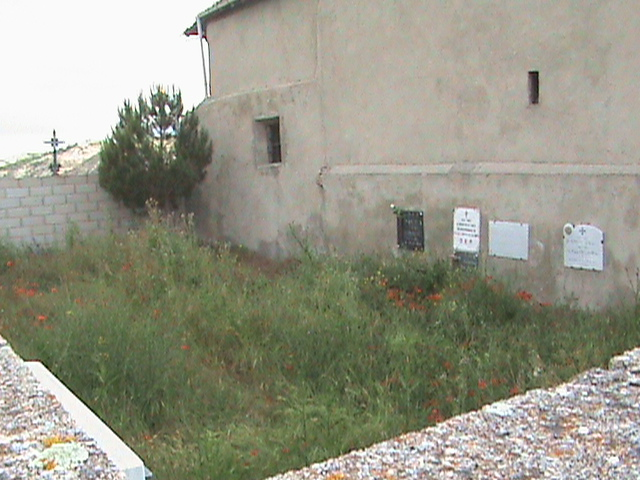
Cementerio

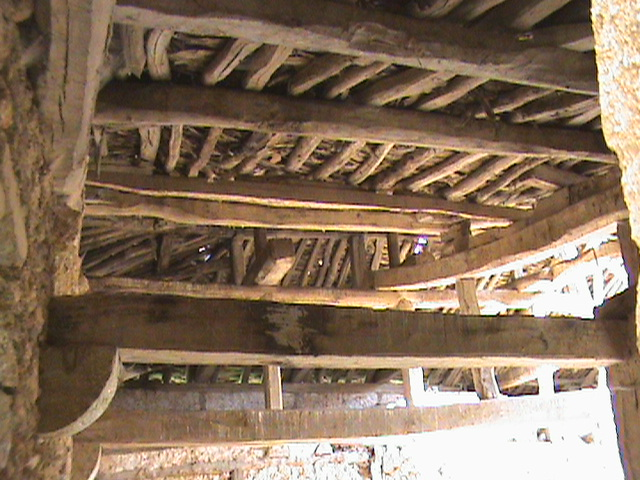
Detalle interior del techo

La iglesia de Santo Tomás Apóstol se encuentra situada en el término municipal de Villalbos, al nordeste de la provincia de Burgos (España).
Como su propio nombre indica construida en devoción al Santo Apóstol, Tomás , uno de los 12 apóstoles de siguieron a Jesús. Es una iglesia "católica, románica y apostólica", dependiente de la parroquia de Villafranca Montes de Oca en el Arcipestrazgo de Oca-Tirón , diócesis de Burgos

## Ubicación
Se encuentra situada al noroeste del municipio, al final de la calle La Flor, en la zona más alta y privilegiada de la localidad por su desasosiego, tranquilidad pero, sobre todo, por las excelentes vistas de Villalbos y de gran parte delValle de Oca.

## Conjunto Monumental
El conjunto monumental de La Iglesia de Santo Tomás Apóstol estaba formado por "La Iglesia", "El Campanario" y "El Cementerio".

### La Iglesia
La Iglesia, a la cual se accedía a través de un frío y tosco portal de piedra, era de planta de cruz latina, con suelo de tarima. En la parte posterior de la iglesia y subiendo unas escaleras de piedra se hallaba "el Coro". En la parte frontal, presidiendo y decorando el altar mayor había un majestuoso retablo dorado con imágenes del evangelio. Junto al altar mayor y justo debajo del campanario se hallaba una pequeña sacristía.

### El Campanario
El Campanario, esplendoroso por su ubicación y sus excelentes vistas del Valle de Oca. Se accedía al campanario por el exterior a través de una escalera de peldaños desiguales de granito, y en el interior a través de una modesta escalera de madera. La torre del campanario contenía cuatro ventanales con arcos semicirculares, dos campanas de varias toneladas y un campanillo. En lo alto del tejado, una sencilla cruz de hierro, era divisada desde toda la población sirviendo de guía a los fieles.
El campanario por su ubicación y armonía servía, a finales del siglo XX, como lugar de encuentro de los jóvenes de la zona.

### El Cementerio
El Cementerio, enclavado en un lugar privilegiado por su silencio y tranquilidad, en la parte posterior de la iglesia. Humilde, sencillo, recogido, en él están enterrados las personas que fueron parte de la historia de esta acogedora localidad castellana.

## Galería Fotográfica

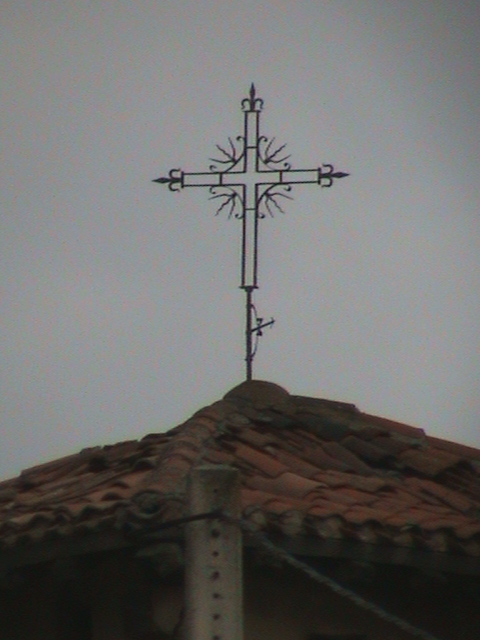
La Cruz de Hierro
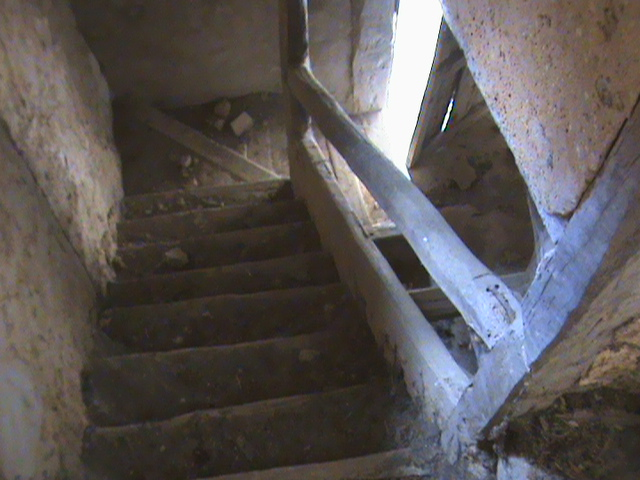
Escaleras
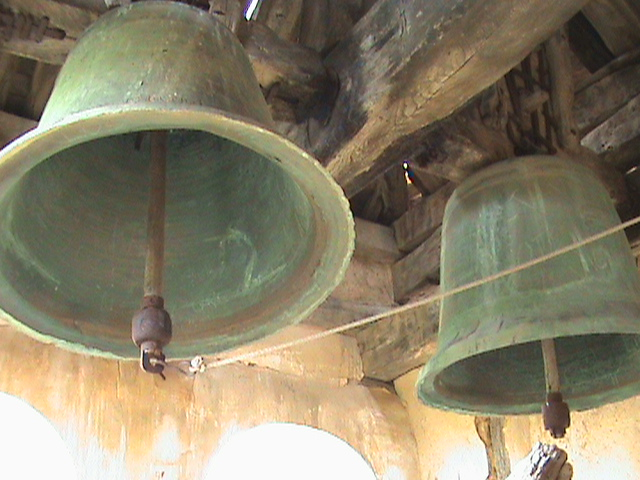
Campanario

## Párrocos
Entre los más destacados citaremos a don José, cura destacado y de reconocida admiración entre sus fieles de los años 70 y 80. Y el último párroco que celebró la misa en este templo fue don Pedro, a principios del siglo XXI.

## Enlaces
Villalbos "Tierras de Abolmóndar Albo"
- Datos: Q5912244
- Multimedia: Church of Santo Tomás Apóstol, Villalbos / Q5912244